# 파라셀 제도 해전
파라셀 제도 해전(베트남어: Hải chiến Hoàng Sa 1974, 중국어: 西沙之戰)은 1974년 1월 19일부터 1월 20일 사이에 파라셀 제도에서 중화인민공화국과 베트남 공화국 해군 간에 벌어진 전투이다. 이 전투는 베트남 전쟁 말기 베트남 공화국 해군이 해당 지역에서 중국 인민해방군 해군을 몰아내려는 시도의 일환이었다.
이 충돌 이전에 파라셀 제도의 일부는 중화인민공화국이 통제하고 있었고, 다른 일부는 베트남 공화국이 통제하고 있었다. 전투는 중국의 남베트남에 대한 승리로 끝났다. 결과적으로 중국은 이전에 남베트남이 통제하던 부분을 점령하고 파라셀 제도에 대한 완전한 실질적 통제권을 확립했다.

## 배경

### 파라셀 제도에서의 대치
파라셀 제도는 남중국해에 있으며 중국에서 남쪽으로 약 300km, 베트남에서 동쪽으로 약 370km 떨어져 있다. 이 섬들은 북부 암피트리테 그룹과 남서쪽으로 80km 떨어진 크레센트 그룹으로 나뉜다. 이 섬들은 여러 나라의 중첩되는 영유권 주장 대상이었다. 1970년대 초까지 암피트리테 그룹과 크레센트 그룹은 각각 중국과 남베트남에 의해 통제되었으며, 양국은 탄화수소 탐사에 참여하고 있었다.
1973년 여름부터 남중국해에서 중국과 남베트남 간의 긴장이 고조되었다. 남베트남은 남쪽의 스프래틀리 군도에서 추가적인 섬들을 주장했고, 중국 어선들은 크레센트 그룹에서 조업을 시작했다. 1973년 11월부터 어선들과 베트남 공화국 해군(RVNN) 군함들 간의 대치가 시작되었다. 1974년 1월 14일, RVNN 프리깃함 HQ-16은 로버트 섬 (파라셀 제도) 근처에서 중국 어선들에게 경고 사격을 가하고 섬에 세워진 중국 국기에 포격을 가했다. 1월 17일에는 구축함 HQ-4가 합류하여 로버트 섬과 머니 섬, 파라셀 제도의 더 많은 깃발을 제거하기 위해 특공대를 상륙시켰다. 프리깃함 HQ-5와 소해정 HQ-10은 저녁에 도착했다.

### 중국의 대응
중국은 어선들의 RVNN 주둔 보고를 받은 후 병력을 배치했다. 중국 인민해방군 해군의 대응은 즉흥적이었다. 문화대혁명으로 인해 함대는 불량 상태였다. 작전 내내 지휘통제가 제대로 이루어지지 않았다.
1월 16일, 크론시타트급 잠수함 추적함 271호와 274호는 하이난성의 위린 해군기지에서 암피트리테 그룹의 우디섬으로 출동 명령을 받았다. 이들은 다음 날 우디섬에서 보급품을 보충하고 해상 민병대를 태운 후 크레센트 그룹으로 향했다. 선양 J-6가 함선을 남쪽으로 호위했지만, 이는 극단적인 항속 거리에서 작동했으며 파라셀 제도 상공에서 단 5분 동안만 체공할 수 있었다. 함선들은 문제를 일으키지 않고, 먼저 발포하지 않으며, "최악의 상황을 피하라"는 명령을 받았다. 1월 18일 일찍 덩컨, 드러먼드, 팜 섬에 각각 10명으로 구성된 4개 민병대 소대가 배치되었다.
271호와 274호가 크레센트 그룹에 도달하자 더 멀리 떨어진 PLAN 함선들이 남쪽으로 이동하라는 명령을 받았다. 이들은 광저우시 기지의 T010 소해정 389호와 396호, 그리고 산터우시 기지의 하이난급 잠수함 추적함 281호와 282호였다. 389호는 막 대규모 수리를 마치고 아직 임무에 투입될 준비가 되지 않은 상태였다. 남해함대의 065형 프리깃함 2척은 기계적인 문제로 운용이 중단된 상태였다.
RVNN은 더 큰 함선과 더 긴 사거리를 가진 더 큰 함포를 보유하고 있었다. 이에 비해 PLAN 함선들은 기동성과 속도에서 우위를 점했다.
작전 내내 날씨는 좋았다. 악천후와 그로 인한 대해 조종 성능 영향은 작은 PLAN 함선에 더 큰 영향을 미쳤을 것이다.

## 전투

### 해상 교전
1월 19일 오전, RVNN은 두 그룹(HQ-4와 HQ-5, HQ-10과 HQ-16)으로 나뉘어 서로 다른 방향에서 PLAN에 접근했다. 첫 번째 그룹은 271호와 274호에 의해 감시되었고, 후자는 389호와 396호에 의해 그림자처럼 따라붙었다. HQ-16은 강행 돌파하여 389호에 충돌하여 손상을 입혔고, 던컨 및 팜 섬으로 특공대원들을 태운 보트를 출격시켰다. 중국 민병대는 특공대원 1명을 사살하고 3명을 부상시켰으며, 특공대원들은 배로 후퇴했다.
중국군을 물리칠 수 없게 되자 RVNN은 PLAN에 발포하여 함교를 겨냥했다. 274호의 정치지도원, 펑 송바이(Feng Songbai)가 전사했다. 389호는 불이 붙고 침수되기 시작했다. 더 빠른 PLAN 함선들은 수십 미터까지 거리를 좁혔고, RVNN 함포의 사각지대에 숨어 RVNN의 화력 우위를 무효화시켰다. 이러한 근거리에서는 PLAN의 소형 함포가 효과적이었다. 중국군은 지휘소와 통신 및 센서 장비를 겨냥했다. 271호와 274호는 HQ-4를 공격했고, HQ-4는 연기로 가득 차기 시작했다. 389호와 396호는 HQ-16을 후퇴시킨 다음 HQ-10을 공격했다. HQ-10의 탄약고가 폭발했고 함장은 소총 사격으로 사망했다. HQ-4, HQ-5, HQ-16은 서쪽으로 후퇴하고 다시 교전하지 않았다. 389호의 화재는 진압될 수 없었고 덩컨 섬에 좌초되었다.
281호와 282호는 느린 통신으로 인해 지연되어 정오가 지나서야 도착했다. 이들은 앤틸로프 암초 남쪽에서 HQ-10을 침몰시켰다.

### 중국의 크레센트 그룹 점령
중국은 해상 승리를 신속하게 활용했다. 남해함대는 크레센트 그룹 섬들을 점령하기 위해 3개의 상륙 강습 전단을 배치했다. 첫 번째 전단은 4척의 초계정과 보병 중대를 태운 2척의 어선으로 구성되었다. 두 번째 전단은 4척의 초계정과 보병 중대 및 상륙 정찰 팀을 태운 396호로 구성되었다. 세 번째 전단은 지휘함 역할을 하는 프리깃함으로 보병 중대를 태우고 있었다. 총 500명의 병력이 있었으며, 여기에는 민병대도 포함되었다.
1월 20일 오전, 첫 번째 전단 소속 병력은 약 10분 만에 로버트 섬을 점령했다. 얼마 지나지 않아 두 번째 전단은 패틀 섬을 공격했다. 베트남 공화국 육군 소령을 포함한 30명의 남베트남군 병력과 미합중국(미국) 연락 장교가 포로로 잡혔다. 머니 섬은 RVN 특공대에 의해 버려졌고 싸움 없이 점령되었다.

## 여파

### 중국의 공고화
중국은 남베트남의 반격에 대비하여 파라셀 제도에 대한 병력 강화를 계속했다. 여기에는 SY-1 대함 미사일로 무장한 3척의 동해함대 01형 프리깃함이 포함되었다. 마오쩌둥은 함선들에게 대만 해협을 통해 항해하라고 명령했는데, 이는 가장 빠른 경로였지만 대만의 공격에 노출될 수 있었다. 함선들은 아무런 사고 없이 통과했다. 남해함대의 3척의 프로젝트 633형 잠수함들은 순찰을 수행했다. 위기 최고조 시점에 한 척은 섬으로 이동하는 RVNN 함선을 공격하도록 허가받았다. 1974년 7월까지 긴장이 완화되었고 중국은 파라셀 제도에서의 영구적인 주둔 확대를 위한 노력을 시작했다.

### 남베트남의 위협
남베트남은 유엔 안전 보장 이사회에 중국에 대한 불만을 제기하려 했지만, 중국의 거부권 행사로 인해 1월 25일에 포기했다.
응우옌반티에우 주석은 대응을 감독하기 위해 다낭으로 이동했다. 군은 경계 태세를 강화했다. RVNN은 다낭과 파라셀 제도에 함선을 배치했다. 그러나 반격은 일어나지 않았다. 중국은 특히 PLAN의 01형 프리깃함이 도착하면서 지역적 우위를 확보했다. 미국은 남베트남의 지원 요청을 거부했다.

### 남베트남 사상자
남베트남은 전함 Nhật Tảo가 침몰하고 Lý Thường Kiệt이 심하게 손상되었으며, Trần Khánh Dư와 Trần Bình Trọng은 약간 손상되었다고 보고했다. Nhật Tảo의 응우이 반 타(Ngụy Văn Thà) 대위를 포함한 남베트남군 병사 75명이 사망하고 16명이 부상당했다. 1974년 1월 20일, 네덜란드 유조선 Kopionella는 침몰한 Nhật Tảo의 생존자 23명을 발견하여 구출했다. 1974년 1월 29일, 남베트남 어부들은 꽝호아 섬에서 싸우다 구명보트로 탈출한 남베트남 병사 15명을 무이옌(꾸이년) 근처에서 발견했다.
1월 20일 상륙 작전 성공 후, 중국군은 미국인 고문 1명을 포함하여 48명의 포로를 잡았다. 이들은 나중에 홍콩에서 적십자를 통해 석방되었다.

### 중국 사상자
중국은 자국 함선들이 수많은 피격을 당했지만, 침몰한 함선은 없었다고 주장했다. 271호와 396호는 엔진에 속도를 감소시키는 손상을 입었지만, 둘 다 안전하게 항구로 돌아와 수리되었다. 274호는 더 심하게 손상되어 우디섬에서 긴급 수리를 받아야 했다. 이 함선은 다음 날 자체 동력으로 하이난성으로 돌아왔다.
389호는 기관실 폭발로 가장 큰 손상을 입었다. 함장은 좌초하여 소해정의 도움을 받아 화재를 진압했다. 그 후 기지로 견인되었다. 이 전투에서 중국 수병 18명이 사망하고 67명이 부상당했다.

### 전후 처리
"트란 흥 다오 48 작전"은 파라셀 제도 해전 이후 베트남의 주권을 스프래틀리 군도에 주장하기 위해 1974년 1월 30일부터 남베트남 해군이 수행한 비점령 섬에 병력을 주둔시키는 작전이었다.
중국이 전투 중 포획한 미국인 포로를 석방하면서 잠재적인 외교적 위기는 모면되었다. 미국 육군 전직 대위였던 제럴드 에밀 코시(Gerald Emil Kosh, 27세)는 패틀 섬에서 남베트남군과 함께 포로로 잡혔다. 그는 주사이공 미국 대사관의 "지역 연락 담당자"로 남베트남 해군에 파견되어 있었다고 묘사되었다. 중국은 1월 31일 아무런 언급 없이 그를 석방했다.
베트남 민주공화국 지도자들은 동맹국을 공개적으로 축하하지 않음으로써 중국과의 관계가 악화되고 있음을 시사했다. 남베트남 공화국 임시 혁명 정부가 발표한 공식 성명은 어떠한 지역 영토 분쟁에 대해서도 평화적이고 협상에 의한 해결을 바라는 입장만을 언급했다. 전투 직후, 베트남 민주공화국 외교부 차관 응우옌 코 탁은 하노이 주재 헝가리 대사에게 "베트남의 군도에 대한 많은 문서와 자료가 있다"고 말했다. 다른 베트남 민주공화국 간부들은 헝가리 외교관들에게 중국과 사이공 정권 간의 갈등은 일시적인 문제일 뿐이라고 말했다. 그러나 그들은 나중에 이 문제가 베트남 전체 민족의 문제가 될 것이라고 말했다.
1976년 7월 베트남 통일 이후, 베트남 사회주의 공화국은 임시 남베트남 공화국 정부로부터 모든 주장을 계승하여 파라셀 제도에 대한 영유권을 공개적으로 재확인했으며, 이 정부는 베트남 공화국의 모든 권리를 직접적으로 대체하고 계승했다. 하노이는 전투에 참여한 남베트남군을 신중하게 칭찬하면서도 남베트남 정권을 칭찬하는 것은 피하려 노력했다.

## 같이 보기
- 중국 해군사
- 스프래틀리 군도 해전

### 인용
1. 1 2  Tien, Tran Nam (2023년 5월 15일). “The government of the Republic of Vietnam exercised and defended its sovereignty over the Spratly Islands (1956-1975)”. 《VNUHCM Journal of Social Sciences and Humanities》 (영어). 7권 1호. 1899–1908쪽. doi:10.32508/stdjssh.v7i1.860. ISSN 2588-1043.
2. 1 2 3 4 5 6 7 8  Yoshihara 2016, 50쪽.
3. 1 2  “‘Speed forward, fight close and hit hard’ — How China won the Battle of the Paracel Islands”. 《Navy Times》. 2019년 3월 15일.
4. ↑  Yoshihara 2016, 44–56쪽.
5. ↑  Yoshihara 2016, 46–47쪽.
6. 1 2 3  Yoshihara 2016, 47쪽.
7. 1 2 3 4  Yoshihara 2016, 55쪽.
8. 1 2  Yoshihara 2016, 47–48쪽.
9. 1 2 3  Yoshihara 2016, 49쪽.
10. ↑  Yoshihara 2016, 48쪽.
11. ↑  Yoshihara 2016, 51쪽.
12. 1 2  Gwertzman, Bernard (1974년 1월 26일). “Peking Reports Holding U.S. Aide”. 《The New York Times》 (New York, NY). 2016년 7월 20일에 확인함.
13. ↑  Yoshihara 2016, 50–51쪽.
14. ↑  “U.S. Cautioned 7th Fleet to Shun Paracels Clash”. 《The New York Times》. Reuters. 1974년 1월 22일. 2016년 12월 22일에 확인함.
15. ↑  “Chinese, Viet Rift Shunned by U.S.”. 《Albuquerque Journal》 (Albuquerque, NM). AP. 1974년 1월 21일. 2016년 12월 22일에 확인함 – Newspapers.com 경유.
16. ↑  Danh sách các quân nhân Việt Nam Cộng Hòa hi sinh trong Hải chiến Hoàng Sa 1974, Thanh Niên Online, 09/01/2014
17. 1 2  Carl O. Schustser. "Battle for Paracel Islands".
18. ↑  “The World: Storm in the China Sea - TIME”. 2007년 12월 14일에 원본 문서에서 보존된 문서.
19. ↑  “American Captured on Disputed Island is Freed by China”. 《The New York Times》 (New York, NY). Reuters. 1974년 1월 31일. 2016년 7월 20일에 확인함.
20. ↑  Balázs Szalontai, Im lặng nhưng không đồng tình. BBC Vietnam, March 24, 2009: http://www.bbc.co.uk/vietnamese/vietnam/2009/03/090324_paracels_hanoi_reassessment.shtml .
21. ↑  For an overview of Hanoi's reactions to the Chinese occupation of the Paracels in 1974–1975, see also Chi-kin Lo, China's Policy toward Territorial Disputes. The Case of the South China Sea Islands (London and New York: Routledge, 1989), pp. 86–98.

## 추가 자료
- New York Times, "Saigon Says China Bombs 3 Isles and Lands Troops". 1/20/74.
- New York Times, "23 Vietnamese Survivors of Sea Battle Are Found". 1/23/74.